# Hampe (musique)
Pour les articles homonymes, voir Hampe.

Les trois parties d'une croche.

En notation musicale, la hampe est une barre verticale dont sont dotées la blanche et toutes les figures de note qui lui sont inférieures.
La hauteur de la hampe sur la portée correspond généralement à une octave.

## Orientation
La hampe peut se trouver indifféremment au-dessous ou au-dessus de la tête de la figure de note — et on parlera respectivement de hampe inférieure ou de hampe supérieure :
Pour faciliter la lecture et limiter les débordements à l'extérieur de la portée, on utilise la hampe supérieure lorsque la tête de la note se trouve dans la partie inférieure de la portée, et la hampe inférieure dans le cas inverse. Lorsque deux parties sont écrites sur la même portée, la direction des hampes permet de clairement distinguer les voix (l'une ayant toutes ses hampes orientées vers le haut et l'autre vers le bas).